# S/S Convallaria
S/S Convallaria av Helsingborg var ett svenskt lastfartyg som sänktes genom torpedering under andra världskriget av den tyska ubåten U 46 i Nordatlanten. Hela besättningen räddades.

## Historik
Rederi AB Activ byggde 1921 en ångare vid Verschure & Co på varv i Amsterdam. Liksom rederiets övriga fartyg Begonia, Primula etc fick fartyget ett blomsternamn. På resa från Danzig till Hull, märkligt nog med polskt kol till England, strandade Convallaria i november 1924 på Anholy Knob. 1928 hade ångaren en svår resa över Atlanten, fick en roderskada och utsände nödsignaler, medan besättningen lyckades anordna en provisorisk nödstyrningsanordning och kunde under halv fart ta sig till hamn. Våren 1936 bärgade Convalliara i snöstorm utanför Ölands södra udde, Galeasen Iolanthe av Hällevik, vilken på sin resa mot Stockholm med potatislast, låg med roderskada och drev redlös i den höga sjön. Iolanthe infördes till Karlskrona för att två år senare förlisa och sjunka utanför Oxelösund. Befälhavare på Convallaria var bl. a. Kapten N B Siegård som senare omkom i och med att S/S Ada Gorthon krigsförliste 1942.
S/S Convallaria var Helsingborgsflottans trettonde krigsförlista fartyg.

## Torpederingen
Convalliara var på väg från Newfoundland till Ridham Dock. Den 18 oktober 1940 angreps konvojen av tyska ubåtar som jagade i en så kallad vargflock. Enligt en tysk rapport sänktes 17 av fartygen. Bland dessa var S/S Gunborg och S/S Convallaria. Då ubåtsangreppet började torpederades ett fartyg som hade gått akter om Convallaria och strax därefter ännu ett. Det eskorterande brittiska örlogsfartyget började genast jaga ubåtarna. Resan fortsattes under sicksack-kurser och under tiden torpederades det ena fartyget efter det andra. Vid 19-tiden inträffade plötsligt en våldsam explosion på Convallaris babordssida. Följaktligen började akterskeppet omedelbart att sjunka. Order gavs genast om att sjösätta livbåtarna. Efter cirka två till tre minuter var livbåtarna i sjön med hela besättningen ombord. Efter mer än tre minuter ställde sig Convallaria med förskeppet rakt upp i luften och med vattnet i höjd med bryggan, slingrade till ett par gånger och sjönk därefter.